# A Time Called You
A Time Called You (hangul: 너의 시간 속으로) (bra: O Tempo Traz Você pra Mim) é uma série de televisão sul-coreana de romance, mistério e sobre viagem no tempo, de 2023, escrita por Choi Hyo-bi, dirigida por Kim Jin-won e estrelada por Ahn Hyo-seop, Jeon Yeo-been e Kang Hoon. Baseado na série de televisão taiwanesa Someday or One Day. Foi lançado na Netflix em 8 de setembro de 2023.

## Sinopse
A Time Called You conta a história de Jun-hee, que ainda está de luto pela perda de Yeon-jun, seu namorado, em 2023, um ano após sua morte. De alguma forma, ela viaja de volta no tempo, para 1998, e acorda no corpo de uma garota diferente, Min-ju, de 18 anos. Ao navegar nesta nova realidade, ela conhece Si-heon, que tem uma estranha semelhança com seu falecido namorado, aumentando a complexidade emocional de sua jornada.

## Elenco

### Principal
- Ahn Hyo-seop como Koo Yeon-jun/Nam Si-heon[9]

Namorado de Jun-hee e um garoto de 1998 que se parece com ele.
- Jeon Yeo-been como Han Jun-hee/Kwon Min-ju[10]

A namorada de Yeon-jun, que ainda lamenta sua morte, e a garota de 1998 cujo corpo ela compartilha.
- Kang Hoon como Jung In-gyu[11]

O melhor amigo de Si-heon, que tem uma queda por Min-ju.

### De apoio

#### A família de Min-ju
- Park Hyuk-kwon como Bae Chi-won, tio de Min-ju
- Jang Hye-jin como Bae Mi-yeong, mãe de Min-ju
- Lee Min-goo como Kwon Do-hun, irmão de Min-ju[12]
- Sung Ki-yoon como Kwon Sang-jo, pai de Min-ju

#### Pessoas ao redor de Jun-hee
- Seo Ye-hwa como Seo Na-eun
- Min Jin-woong como Oh Chan-yeong/Oh Chan-hui (1998)
- Park Ki-woong como Choi Myung-il
- Kim Deok-ju como a avó de Han Jun-hee
- Lee Ji-ha como Soo-kyung[13]
- Do Sang-woo como Park Do-hyeon
- Yoon Sang-jeong como Hye-mi[14]

### Participações especiais
- Rowoon como Tae-ha (Ep. 7 e 8)[15][16]

## Produção

### Desenvolvimento
Em 22 de fevereiro de 2021, as agências de entretenimento Npio Entertainment e Lian Contents anunciaram que a empresa de Taiwan, Fox Network Group, havia concluído a compra sobre os direitos de recriar Someday or One Day, uma popular série taiwanesa, em uma versão sul-coreana.

### Escolha de elenco
Em dezembro de 2021, foi anunciado que Jeon Yeo-been e Ahn Hyo-seop receberam ofertas para interpretar os papéis principais da série e que ainda estavam analisando as propostas. Em fevereiro de 2022, foi divulgado que Kang Hoon também estava considerando aparecer na série. Em 31 de março de 2022, a Netflix confirmou a produção da série em sua plataforma, ao mesmo tempo que valida a escalação de Ahn, Jeon e Kang.

### Gravação
As filmagens da série começaram por volta de abril de 2022.